# Квинт Помпей Руф (претор 63 пр.н.е.)
Вижте пояснителната страница за други личности с името Квинт Помпей Руф.
Квинт Помпей Руф (на латински: Quintus Pompeius Rufus) е политик на Римската република през 1 век пр.н.е. Произлиза от фамилията Помпеи, клон Руф.
През 63 пр.н.е. той е претор. През 62 пр.н.е. е изпратен в Капуа, за да пази гладиаторските училища да не попаднат в ръцете на заговорниците на Катилина. От 61 пр.н.е. до 59 пр.н.е. е управител на провинция Африка.